# Cselgáncs a 2020. évi nyári olimpiai játékokon

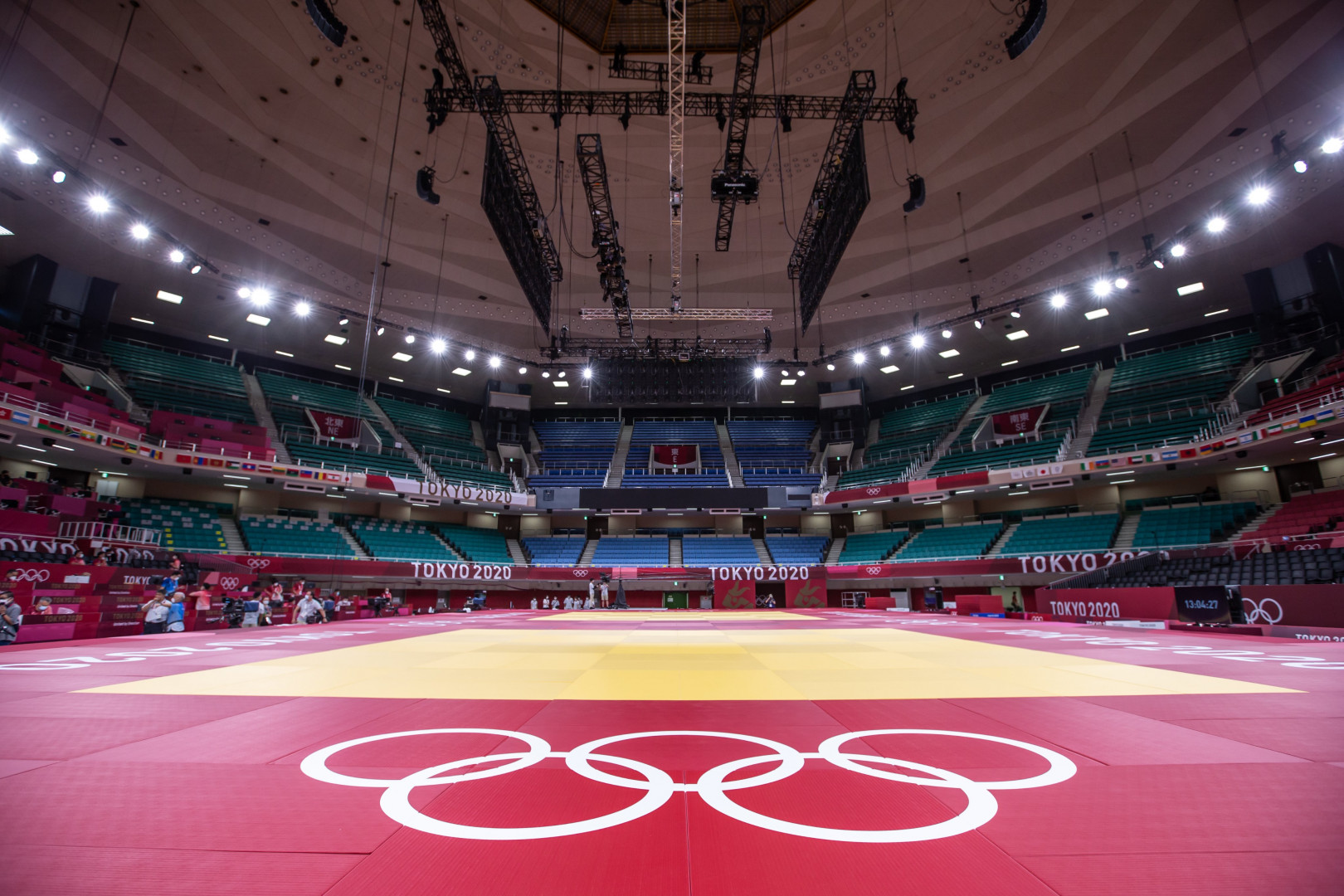

A 2020. évi nyári olimpiai játékokon a cselgáncsban összesen 15 versenyszámot rendeztek meg. A versenyszámokat július 24. és 31. között rendezték meg.

## Összesített éremtáblázat
(A táblázatokban Magyarország és a rendező ország sportolói eltérő háttérszínnel, az egyes számoszlopok legmagasabb értéke vagy értékei vastagítással kiemelve.)
| A 2020. évi nyári olimpiai játékok éremtáblázata cselgáncsban | A 2020. évi nyári olimpiai játékok éremtáblázata cselgáncsban | A 2020. évi nyári olimpiai játékok éremtáblázata cselgáncsban | A 2020. évi nyári olimpiai játékok éremtáblázata cselgáncsban | A 2020. évi nyári olimpiai játékok éremtáblázata cselgáncsban | Olimpia  |
| ------------------------------------------------------------- | ------------------------------------------------------------- | ------------------------------------------------------------- | ------------------------------------------------------------- | ------------------------------------------------------------- | -------- |
|                                                               | Ország                                                        | Arany                                                         | Ezüst                                                         | Bronz                                                         | Összesen |
| 1.                                                            | Japán (JPN)                                                   | 9                                                             | 2                                                             | 1                                                             | 12       |
| 2.                                                            | Franciaország (FRA)                                           | 2                                                             | 3                                                             | 3                                                             | 8        |
| 3.                                                            | Koszovó (KOS)                                                 | 2                                                             | 0                                                             | 0                                                             | 2        |
| 4.                                                            | Grúzia (GEO)                                                  | 1                                                             | 3                                                             | 0                                                             | 4        |
| 5.                                                            | Csehország (CZE)                                              | 1                                                             | 0                                                             | 0                                                             | 1        |
|                                                               |                                                               |                                                               |                                                               |                                                               |          |
| 6.                                                            | Dél-Korea (KOR)                                               | 0                                                             | 1                                                             | 2                                                             | 3        |
| 6.                                                            | Mongólia (MGL)                                                | 0                                                             | 1                                                             | 2                                                             | 3        |
| 6.                                                            | Németország (GER)                                             | 0                                                             | 1                                                             | 2                                                             | 3        |
| 9.                                                            | Ausztria (AUT)                                                | 0                                                             | 1                                                             | 1                                                             | 2        |
| 10.                                                           | Kuba (CUB)                                                    | 0                                                             | 1                                                             | 0                                                             | 1        |
| 10.                                                           | Szlovénia (SLO)                                               | 0                                                             | 1                                                             | 0                                                             | 1        |
| 10.                                                           | Tajvan (TPE)                                                  | 0                                                             | 1                                                             | 0                                                             | 1        |
|                                                               |                                                               |                                                               |                                                               |                                                               |          |
| 13.                                                           | Az Orosz Olimpiai Bizottság versenyzői (ROC)                  | 0                                                             | 0                                                             | 3                                                             | 3        |
| 14.                                                           | Brazília (BRA)                                                | 0                                                             | 0                                                             | 2                                                             | 2        |
| 14.                                                           | Kanada (CAN)                                                  | 0                                                             | 0                                                             | 2                                                             | 2        |
| 14.                                                           | Olaszország (ITA)                                             | 0                                                             | 0                                                             | 2                                                             | 2        |
| 17.                                                           | Azerbajdzsán (AZE)                                            | 0                                                             | 0                                                             | 1                                                             | 1        |
| 17.                                                           | Belgium (BEL)                                                 | 0                                                             | 0                                                             | 1                                                             | 1        |
| 17.                                                           | Hollandia (NED)                                               | 0                                                             | 0                                                             | 1                                                             | 1        |
| 17.                                                           | Izrael (ISR)                                                  | 0                                                             | 0                                                             | 1                                                             | 1        |
| 17.                                                           | Kazahsztán (KAZ)                                              | 0                                                             | 0                                                             | 1                                                             | 1        |
| 17.                                                           | Magyarország (HUN)                                            | 0                                                             | 0                                                             | 1                                                             | 1        |
| 17.                                                           | Nagy-Britannia (GBR)                                          | 0                                                             | 0                                                             | 1                                                             | 1        |
| 17.                                                           | Portugália (POR)                                              | 0                                                             | 0                                                             | 1                                                             | 1        |
| 17.                                                           | Ukrajna (UKR)                                                 | 0                                                             | 0                                                             | 1                                                             | 1        |
| 17.                                                           | Üzbegisztán (UZB)                                             | 0                                                             | 0                                                             | 1                                                             | 1        |
|                                                               |                                                               |                                                               |                                                               |                                                               |          |
| Összesen                                                      | Összesen                                                      | 15                                                            | 15                                                            | 30                                                            | 60       |

## Férfi

### Éremtáblázat
| A 2020. évi nyári olimpiai játékok éremtáblázata férfi cselgáncsban | A 2020. évi nyári olimpiai játékok éremtáblázata férfi cselgáncsban | A 2020. évi nyári olimpiai játékok éremtáblázata férfi cselgáncsban | A 2020. évi nyári olimpiai játékok éremtáblázata férfi cselgáncsban | A 2020. évi nyári olimpiai játékok éremtáblázata férfi cselgáncsban | Olimpia  |
| ------------------------------------------------------------------- | ------------------------------------------------------------------- | ------------------------------------------------------------------- | ------------------------------------------------------------------- | ------------------------------------------------------------------- | -------- |
|                                                                     | Ország                                                              | Arany                                                               | Ezüst                                                               | Bronz                                                               | Összesen |
| 1.                                                                  | Japán (JPN)                                                         | 5                                                                   | 0                                                                   | 0                                                                   | 5        |
| 2.                                                                  | Grúzia (GEO)                                                        | 1                                                                   | 3                                                                   | 0                                                                   | 4        |
| 3.                                                                  | Csehország (CZE)                                                    | 1                                                                   | 0                                                                   | 0                                                                   | 1        |
|                                                                     |                                                                     |                                                                     |                                                                     |                                                                     |          |
| 4.                                                                  | Dél-Korea (KOR)                                                     | 0                                                                   | 1                                                                   | 2                                                                   | 3        |
| 5.                                                                  | Mongólia (MGL)                                                      | 0                                                                   | 1                                                                   | 1                                                                   | 2        |
| 6.                                                                  | Németország (GER)                                                   | 0                                                                   | 1                                                                   | 0                                                                   | 1        |
| 6.                                                                  | Tajvan (TPE)                                                        | 0                                                                   | 1                                                                   | 0                                                                   | 1        |
|                                                                     |                                                                     |                                                                     |                                                                     |                                                                     |          |
| 8.                                                                  | Franciaország (FRA)                                                 | 0                                                                   | 0                                                                   | 2                                                                   | 2        |
| 8.                                                                  | Az Orosz Olimpiai Bizottság versenyzői (ROC)                        | 0                                                                   | 0                                                                   | 2                                                                   | 2        |
| 10.                                                                 | Ausztria (AUT)                                                      | 0                                                                   | 0                                                                   | 1                                                                   | 1        |
| 10.                                                                 | Belgium (BEL)                                                       | 0                                                                   | 0                                                                   | 1                                                                   | 1        |
| 10.                                                                 | Brazília (BRA)                                                      | 0                                                                   | 0                                                                   | 1                                                                   | 1        |
| 10.                                                                 | Kazahsztán (KAZ)                                                    | 0                                                                   | 0                                                                   | 1                                                                   | 1        |
| 10.                                                                 | Magyarország (HUN)                                                  | 0                                                                   | 0                                                                   | 1                                                                   | 1        |
| 10.                                                                 | Portugália (POR)                                                    | 0                                                                   | 0                                                                   | 1                                                                   | 1        |
| 10.                                                                 | Üzbegisztán (UZB)                                                   | 0                                                                   | 0                                                                   | 1                                                                   | 1        |
|                                                                     |                                                                     |                                                                     |                                                                     |                                                                     |          |
| Összesen                                                            | Összesen                                                            | 7                                                                   | 7                                                                   | 14                                                                  | 28       |

### Érmesek
| A 2020. évi nyári olimpiai játékok férfi érmesei cselgáncsban |                                  |                                              |                                                                 |
| Versenyszám                                                   | Arany                            | Ezüst                                        | Bronz                                                           |
| 60 kg                                                         | Takató Naohisza · Japán (JPN)    | Jang Jung-vej (Yang Yung-wei) · Tajvan (TPE) | Jeldosz Szmetov · Kazahsztán (KAZ)                              |
| 60 kg                                                         | Takató Naohisza · Japán (JPN)    | Jang Jung-vej (Yang Yung-wei) · Tajvan (TPE) | Luka Mkheidze · Franciaország (FRA)                             |
| 66 kg                                                         | Abe Hifumi · Japán (JPN)         | Vazha Margvelashvili · Grúzia (GEO)          | An Baul · Dél-Korea (KOR)                                       |
| 66 kg                                                         | Abe Hifumi · Japán (JPN)         | Vazha Margvelashvili · Grúzia (GEO)          | Daniel Cargnin · Brazília (BRA)                                 |
| 73 kg                                                         | Óno Sóhei · Japán (JPN)          | Lasha Shavdatuashvili · Grúzia (GEO)         | An Cshangnim (An Changrim) · Dél-Korea (KOR)                    |
| 73 kg                                                         | Óno Sóhei · Japán (JPN)          | Lasha Shavdatuashvili · Grúzia (GEO)         | Tsend-Ochiryn Tsogtbaatar · Mongólia (MGL)                      |
| 81 kg                                                         | Nagasze Takanori · Japán (JPN)   | Saeid Mollaei · Mongólia (MGL)               | Shamil Borchashvili · Ausztria (AUT)                            |
| 81 kg                                                         | Nagasze Takanori · Japán (JPN)   | Saeid Mollaei · Mongólia (MGL)               | Matthias Casse · Belgium (BEL)                                  |
| 90 kg                                                         | Lasha Bekauri · Grúzia (GEO)     | Eduard Trippel · Németország (GER)           | Davlat Bobonov · Üzbegisztán (UZB)                              |
| 90 kg                                                         | Lasha Bekauri · Grúzia (GEO)     | Eduard Trippel · Németország (GER)           | Tóth Krisztián · Magyarország (HUN)                             |
| 100 kg                                                        | Aaron Wolf · Japán (JPN)         | Cso Guham (Cho Gu-ham) · Dél-Korea (KOR)     | Jorge Fonseca · Portugália (POR)                                |
| 100 kg                                                        | Aaron Wolf · Japán (JPN)         | Cso Guham (Cho Gu-ham) · Dél-Korea (KOR)     | Nyijaz Iljaszov · Az Orosz Olimpiai Bizottság versenyzői (ROC)  |
| +100 kg                                                       | Lukáš Krpálek · Csehország (CZE) | Guram Tushishvili · Grúzia (GEO)             | Teddy Riner · Franciaország (FRA)                               |
| +100 kg                                                       | Lukáš Krpálek · Csehország (CZE) | Guram Tushishvili · Grúzia (GEO)             | Tamerlan Basajev · Az Orosz Olimpiai Bizottság versenyzői (ROC) |

## Női

### Éremtáblázat
| A 2020. évi nyári olimpiai játékok éremtáblázata női cselgáncsban | A 2020. évi nyári olimpiai játékok éremtáblázata női cselgáncsban | A 2020. évi nyári olimpiai játékok éremtáblázata női cselgáncsban | A 2020. évi nyári olimpiai játékok éremtáblázata női cselgáncsban | A 2020. évi nyári olimpiai játékok éremtáblázata női cselgáncsban | Olimpia  |
| ----------------------------------------------------------------- | ----------------------------------------------------------------- | ----------------------------------------------------------------- | ----------------------------------------------------------------- | ----------------------------------------------------------------- | -------- |
|                                                                   | Ország                                                            | Arany                                                             | Ezüst                                                             | Bronz                                                             | Összesen |
| 1.                                                                | Japán (JPN)                                                       | 4                                                                 | 1                                                                 | 1                                                                 | 6        |
| 2.                                                                | Franciaország (FRA)                                               | 1                                                                 | 3                                                                 | 1                                                                 | 5        |
| 3.                                                                | Koszovó (KOS)                                                     | 2                                                                 | 0                                                                 | 0                                                                 | 2        |
|                                                                   |                                                                   |                                                                   |                                                                   |                                                                   |          |
| 4.                                                                | Ausztria (AUT)                                                    | 0                                                                 | 1                                                                 | 0                                                                 | 1        |
| 4.                                                                | Kuba (CUB)                                                        | 0                                                                 | 1                                                                 | 0                                                                 | 1        |
| 4.                                                                | Szlovénia (SLO)                                                   | 0                                                                 | 1                                                                 | 0                                                                 | 1        |
|                                                                   |                                                                   |                                                                   |                                                                   |                                                                   |          |
| 7.                                                                | Kanada (CAN)                                                      | 0                                                                 | 0                                                                 | 2                                                                 | 2        |
| 7.                                                                | Olaszország (ITA)                                                 | 0                                                                 | 0                                                                 | 2                                                                 | 2        |
| 9.                                                                | Azerbajdzsán (AZE)                                                | 0                                                                 | 0                                                                 | 1                                                                 | 1        |
| 9.                                                                | Brazília (BRA)                                                    | 0                                                                 | 0                                                                 | 1                                                                 | 1        |
| 9.                                                                | Hollandia (NED)                                                   | 0                                                                 | 0                                                                 | 1                                                                 | 1        |
| 9.                                                                | Mongólia (MGL)                                                    | 0                                                                 | 0                                                                 | 1                                                                 | 1        |
| 9.                                                                | Nagy-Britannia (GBR)                                              | 0                                                                 | 0                                                                 | 1                                                                 | 1        |
| 9.                                                                | Németország (GER)                                                 | 0                                                                 | 0                                                                 | 1                                                                 | 1        |
| 9.                                                                | Az Orosz Olimpiai Bizottság versenyzői (ROC)                      | 0                                                                 | 0                                                                 | 1                                                                 | 1        |
| 9.                                                                | Ukrajna (UKR)                                                     | 0                                                                 | 0                                                                 | 1                                                                 | 1        |
|                                                                   |                                                                   |                                                                   |                                                                   |                                                                   |          |
| Összesen                                                          | Összesen                                                          | 7                                                                 | 7                                                                 | 14                                                                | 28       |

### Érmesek
| A 2020. évi nyári olimpiai játékok női érmesei cselgáncsban |                                           |                                            |                                                                  |
| Versenyszám                                                 | Arany                                     | Ezüst                                      | Bronz                                                            |
| 48 kg                                                       | Distria Krasniqi · Koszovó (KOS)          | Tonaki Fúna · Japán (JPN)                  | Darja Bilogyid · Ukrajna (UKR)                                   |
| 48 kg                                                       | Distria Krasniqi · Koszovó (KOS)          | Tonaki Fúna · Japán (JPN)                  | Mönhbatin Uranceceg · Mongólia (MGL)                             |
| 52 kg                                                       | Abe Uta · Japán (JPN)                     | Amandine Buchard · Franciaország (FRA)     | Odette Giuffrida · Olaszország (ITA)                             |
| 52 kg                                                       | Abe Uta · Japán (JPN)                     | Amandine Buchard · Franciaország (FRA)     | Chelsie Giles · Nagy-Britannia (GBR)                             |
| 57 kg                                                       | Nora Gjakova · Koszovó (KOS)              | Sarah-Léonie Cysique · Franciaország (FRA) | Jessica Klimkait · Kanada (CAN)                                  |
| 57 kg                                                       | Nora Gjakova · Koszovó (KOS)              | Sarah-Léonie Cysique · Franciaország (FRA) | Josida Cukasza · Japán (JPN)                                     |
| 63 kg                                                       | Clarisse Agbegnenou · Franciaország (FRA) | Tina Trstenjak · Szlovénia (SLO)           | Maria Centracchio · Olaszország (ITA)                            |
| 63 kg                                                       | Clarisse Agbegnenou · Franciaország (FRA) | Tina Trstenjak · Szlovénia (SLO)           | Catherine Beauchemin-Pinard · Kanada (CAN)                       |
| 70 kg                                                       | Arai Csizuru · Japán (JPN)                | Michaela Polleres · Ausztria (AUT)         | Magyina Tajmazova · Az Orosz Olimpiai Bizottság versenyzői (ROC) |
| 70 kg                                                       | Arai Csizuru · Japán (JPN)                | Michaela Polleres · Ausztria (AUT)         | Sanne van Dijke · Hollandia (NED)                                |
| 78 kg                                                       | Hamada Sóri · Japán (JPN)                 | Madeleine Malonga · Franciaország (FRA)    | Anna-Maria Wagner · Németország (GER)                            |
| 78 kg                                                       | Hamada Sóri · Japán (JPN)                 | Madeleine Malonga · Franciaország (FRA)    | Mayra Aguiar · Brazília (BRA)                                    |
| +78 kg                                                      | Szone Akira · Japán (JPN)                 | Idalys Ortíz · Kuba (CUB)                  | Iryna Kindzerska · Azerbajdzsán (AZE)                            |
| +78 kg                                                      | Szone Akira · Japán (JPN)                 | Idalys Ortíz · Kuba (CUB)                  | Romane Dicko · Franciaország (FRA)                               |

## Vegyes csapat
| A 2020. évi nyári olimpiai játékok éremtáblázata csapat cselgáncsban | A 2020. évi nyári olimpiai játékok éremtáblázata csapat cselgáncsban | A 2020. évi nyári olimpiai játékok éremtáblázata csapat cselgáncsban | A 2020. évi nyári olimpiai játékok éremtáblázata csapat cselgáncsban | A 2020. évi nyári olimpiai játékok éremtáblázata csapat cselgáncsban | Olimpia  |
| -------------------------------------------------------------------- | -------------------------------------------------------------------- | -------------------------------------------------------------------- | -------------------------------------------------------------------- | -------------------------------------------------------------------- | -------- |
|                                                                      | Ország                                                               | Arany                                                                | Ezüst                                                                | Bronz                                                                | Összesen |
| 1.                                                                   | Franciaország (FRA)                                                  | 1                                                                    | 0                                                                    | 0                                                                    | 1        |
|                                                                      |                                                                      |                                                                      |                                                                      |                                                                      |          |
| 2.                                                                   | Japán (JPN)                                                          | 0                                                                    | 1                                                                    | 0                                                                    | 1        |
|                                                                      |                                                                      |                                                                      |                                                                      |                                                                      |          |
| 3.                                                                   | Izrael (ISR)                                                         | 0                                                                    | 0                                                                    | 1                                                                    | 1        |
| 3.                                                                   | Németország (GER)                                                    | 0                                                                    | 0                                                                    | 1                                                                    | 1        |
|                                                                      |                                                                      |                                                                      |                                                                      |                                                                      |          |
| Összesen                                                             | Összesen                                                             | 1                                                                    | 1                                                                    | 2                                                                    | 4        |

### Érmesek
| A 2020. évi nyári olimpiai játékok vegyes csapat érmesei cselgáncsban | | | |
| Versenyszám                                                           | Arany | Ezüst | Bronz |
| Vegyes csapat                                                         | Franciaország (FRA) · Clarisse Agbegnenou · Amandine Buchard · Guillaume Chaine · Axel Clerget · Sarah-Léonie Cysique · Romane Dicko · Alexandre Iddir · Kilian Le Blouch · Madeleine Malonga · Margaux Pinot · Teddy Riner | Japán (JPN) · Abe Uta · Arai Csizuru · Aaron Wolf · Mukai Sóicsiró · Óno Sóhei · Szone Akira · Josida Cukasza | Németország (GER) · Johannes Frey · Karl-Richard Frey · Jasmin Grabowski · Dominic Ressel · Giovanna Scoccimarro · Sebastian Seidl · Theresa Stoll · Martyna Trajdos · Eduard Trippel · Anna-Maria Wagner · Igor Wandtke |
| Vegyes csapat                                                         | Franciaország (FRA) · Clarisse Agbegnenou · Amandine Buchard · Guillaume Chaine · Axel Clerget · Sarah-Léonie Cysique · Romane Dicko · Alexandre Iddir · Kilian Le Blouch · Madeleine Malonga · Margaux Pinot · Teddy Riner | Japán (JPN) · Abe Uta · Arai Csizuru · Aaron Wolf · Mukai Sóicsiró · Óno Sóhei · Szone Akira · Josida Cukasza | Izrael (ISR) · Tohar Butbul · Raz Hershko · Li Kochman · Inbar Lanir · Sagi Muki · Timna Nelson-Levy · Peter Paltchik · Shira Rishony · Or Sasson · Gili Sharir · Baruch Shmailov                                        |